# 阿毘達磨倶舎論
阿毘達磨倶舎論（あびだつまくしゃろん）は、ヴァスバンドゥ（世親）を作者として、4世紀-5世紀頃にインドで成立したとされる、部派仏教の教義体系を整理・発展させた論書である。サンスクリット原典の題名は『アビダルマ・コーシャ・バーシャ』（梵: Abhidharma-kośa-bhāṣya、अभिधर्मकोशभास्य, 略称: AKBh）。
サンスクリット原典のほかに、2種類の漢訳本とチベット語訳本が現存している。漢訳本は、一方は真諦訳『阿毘達磨倶舍釋論』（略称『倶舎釈論』）22巻であり、もう一方は玄奘訳『阿毘達磨倶舍論』（略称『倶舎論』）30巻である。倶舎宗が伝統的に後者の玄奘訳を用いてきたため、玄奘訳に基づく呼称『倶舎論』が浸透した。真諦訳は『旧倶舎』『旧訳』とも呼称され区別された。
20世紀にサンスクリット原典が発見されてからは、漢訳に依らない研究が行われている。

## 概要
ヴァスバンドゥ（世親）が作成した『アビダルマ・コーシャ・カーリカー』（梵: Abhidharma-kośa-kārikā）の598偈の本頌に、ヴァスバンドゥ自ら註釈（自註）を書き加えたものが『アビダルマ・コーシャ・バーシャ』（梵: Abhidharma-kośa-bhāṣya）である。玄奘が漢訳する際には、『アビダルマ・コーシャ・カーリカー』を『阿毘逹磨倶舍論本頌』と訳し、『アビダルマ・コーシャ・バーシャ』を『阿毘達磨倶舍論』と訳した。したがって、『倶舎論』とは厳密にはその注釈部分（バーシャ、長行釈）のことである。
「アビダルマ」の語義については複数の解釈があるが、『阿毘逹磨倶舎論』の自注によれば、「阿毘達磨」 (abhidharma, アビダルマ) とは、 "abhi+dharma" であり、それぞれ「対」と「法」と訳され、「法に関して」という意味である。また、「倶舎」（kośa, コーシャ）とは入れ物、蔵、宝物庫の意味である。漢訳の際には、以上のように、意味を訳すのではなく音写によって訳された。よって、阿毘達磨倶舎はアビダルマ・コーシャ(梵: Abhidharma-kośa)の音写であり、「アビダルマを収蔵する蔵」もしくは「アビダルマという蔵から取り出されたもの」という意味である。対法蔵とも訳される。『アビダルマ・コーシャ』が『阿毘達磨倶舎論』とみなされることもある。
本書の思想史上の位置付けとしては、以下のように複数の見解がある。
仏教学者の櫻部建は、説一切有部のアビダルマ論書が多数世に現れたのちにその業績を継承して、その上にさらに新しい進展を加え、およそアビダルマ論書の一つの完成態というものを示したものであると述べている。また、経量部の論書として理解しようとする見解もある。
一方で、本書の特徴は説一切有部の伝統的な一部の教理に対して、経量部の立場から批判が加えられている点にある、という見解もある。このような世親の立場は古来においては「理長為宗」や「拠理為宗」と表現された。そして世親のこれらの経部的見解は、いずれもカシミール有部の伝統的な教理解釈とは相反する内容であった。故に、伝統的な教理を尊んだ衆賢は『順正理論』を著し『倶舎論』を論駁した。
20世紀になって発見されたイーシュヴァラの『アビダルマディーパ』は、有部の立場から『倶舎論』における世親を「大乗転向者」として非難している。近年の研究では世親の言及する「先規範師」(Pūrvācāryāḥ)の立場の多くは唯識派の文献にトレースできることが指摘されている。兵藤一夫は、世親が本論を著した当時からすでに唯識家だったという積極的根拠は認められないと述べている。
説一切有部の教義は、カーティヤーヤニープトラ（迦多衍尼子）の『ジュニャーナプラスターナ』（Jñānaprasthāna, 発智論）によって確立する。この『ジュニャーナプラスターナ』を注釈した論書に『マハー・ヴィバーシャ』（『大毘婆沙論』）がある。倶舎論は『大毘婆沙論』の厖大な内容を巧妙に要約している、とも説明される。
本書はその骨格を『雑阿毘曇心論』に基づくことが古来より指摘されており、ゆえに、単なる『大毘婆沙論』の綱要書と認識するのは不適切である。また、『甘露味論』との関係が吟味されている。

## テキスト
サンスクリット原典（梵本）は、旧来は称友による註釈部分しか存在しなかったが、サキャ派のゴル寺(Ngor Monastery)でRāhula Sāṅkṛtyāyanaによって1934年に発見された。後に1946年にはゴーカレー（V.V. Gokhale）によって『本頌』の梵本がとして校訂発表され、1967年にはプラダン（P. Pradhan）によって『釈』の全体が校訂出版された。
梵本の他に、『本頌』にはチベット訳が1つ、漢訳1種が現存している。
- 【漢訳】大正1560『阿毘逹磨倶舍論本頌』玄奘651年
- 【蔵訳】北京版5590, 東北版（デルゲ版）4089, Chos mngon pa'i mdsod kyi tshig le'ur byas pa

梵本の他に、『釈』にもチベット訳が1つと、漢訳2種が現存している。
- 【漢訳1】大正1558『阿毘逹磨倶舍論』玄奘訳30巻651年
- 【漢訳2】大正1559『阿毘逹磨倶舍釋論』真諦訳22巻564年
- 【蔵訳】北京版5591, 東北版（デルゲ版）4090, Chos mngon pa'i mdsod kyi bshad pa

また、『本頌』『釈』共にウイグル語訳の断片が発見され、研究されている。

## 構成
8章の本編と附編1章からなる「論」は、学説を圧縮した形で語る韻文の部分である本頌（ほんじゅ）もしくは偈頌（げじゅ）と、それを散文で解釈し論ずる長行（じょうごう）もしくは「釈」から構成されている。偈頌は4つの句をもって1偈とする韻律をもち、598偈（漢訳608偈）を有する。猶、破我品には本頌は存在しない。
1. 界品（かいぼん, dhātu-nirdeśa）[30] ：(1)序説、(2)有漏・無漏、有為・無為の説明、蘊・処・界の説明、(3)蘊・処・界についての種々の問題、(4)十八界の分類的考察[31]。48偈（玄奘訳では47偈）[29]。
2. 根品（こんぼん, indriya-nirdeśa）[30]：(1)二十ニ根の説明、(2)法と倶生の定則、(3)心所法（五位も参照）の説明、(4)心不相応行法の説明、(5)六因・五果・四因の説明(後述「因果関係の法則」も参照)、(6)十二心・二十心の相生の原則[31]。73偈（玄奘訳では74偈）[29]。
3. 世間品（せけんぼん, loka-nirdeśa）[30]：(1)三界・五趣・四生、(2)中有についての論議、(3)十二縁起の解釈、(4)有情に関する種々の問題、(5)器世間の構造とそこに住する有情、(6)世間の消滅変化[32]。102偈（玄奘訳では99偈）[29]。
4. 業品（ごうぼん, karma-nirdeśa）[30]：(1)業の種類、(2)各種の表業・無表業の性質、(3)経典に見える種々の業説。(4)十善業道・十不善業道についての説明、(5)業についての雑多な事項の収録[32]。127偈（玄奘訳では131偈）[29]。
5. 随眠品（ずいめんぼん, anuśaya-nirdeśa）[30] ：(1)九十八随眠の理論、(2)九十八随眠の分類的考察、(3)経中に見える諸種の煩悩についての説明、(4)煩悩の断滅[33]。70偈（玄奘訳では69偈）[29]。
6. 賢聖品（けんしょうぼん, mārgapudgala-nirdeśa）[30] ：(1)道についての総論、(2)諦の説明、(3)三賢・四善根、(4)見道・修道についての説明、(5)無学道およびそれに関する種々の事項、(6)諸種の道の説明[33]。79偈（玄奘訳では83偈）[29]。
7. 智品（ちぼん, jñāna-nirdeśa）[30] ：(1)忍と智と見との関係、(2)十智とその形相など、(3)智を自性とする種々な徳[33]。56偈（玄奘訳では61偈）[29]。
8. 定品（じょうぼん, samāpatti-nirdeśa）[30] ：(1)徳のよりどころとなる各種の三昧、(2)三昧をよりどころとする種々の徳、(3)総括[34]。43偈（玄奘訳では39偈）[29]。
9. 破我品（はがぼん, pudgala-viniścaya, [ātmavāda-pratiṣedha]）[30]：「我」（が）ありとする主張の論破[34]。

界品・根品で基礎的範疇を説明し、世間品・業品・随眠品で迷いの世界を解明し、賢聖品・智品・定品で悟りに至る道を説く。最後に付録の破我品で異説を論破する。

## 内容

### 因果関係の法則
多様に複雑な因果関係をなしている諸法を、因である点から六因、四縁に、果である点から五果に分類する（分別根本第二）。

#### 六因説
この六因説は経典に明確な文言を用いて説示されている説ではない。恐らくは有部アビダルマにおいて構築された説である。六因説の初出については『発智論』[大正蔵26巻920c]であると指摘されている。
- 能作因（のうさいん、梵: kāraṇahetu, 蔵: byed-rgyu） – ある存在（法、ダルマという）が生起するとき少なくともその妨げをしないという点で、他のすべての存在がその存在に対して原因としてのはたらきをもつこと[38][注 9]。芽に対する種のような結びつきの強い原因はもちろん能作因であるが、月が存在することに対してスッポンは何の妨げも為さないことから月にとってスッポンは能作因である。

- 倶有因（くういん、梵: sahabhūhetu, 蔵: lhan-cig 'byung-ba'i rgyu） – 因・果が同時に生じ、相互に因となり果となるという同様な関係を持つときの因のこと[39][注 10]。たとえば二枚のトランプをお互いよりかからせて立たせた時に、お互いがお互いの倶有因であり士用果である。

- 同類因（どうるいいん、梵: sabhāgahetu, 蔵: skal-mnyam-gyi rgyu） – 現在の瞬間と同類の現象が後に果として生じる時の原因のこと。因が善ならば果も善、悪ならば悪、無記ならば無記と、その性質をともにしなくてはならない[39][注 11]。例えば、忍耐をしているある瞬間は、忍耐をしている次の瞬間の同類因となる。

- 相応因（そうおういん、梵: saṃprayuktahetu, 蔵: mtshungs-ldan-gyi rgyu） – 倶有因の一種で、心と心作用との間の関係についてのみ用いる。[40][注 12]

- 遍行因（へんぎょういん、梵: sarvatragahetu, 蔵: kun 'gro'i rgyu） – 同類因の特別な場合で、11種の遍行[注 13] およびそれと相伴う諸法 のこと[38][注 14]。好ましくない感情や態度が、後の瞬間の好ましくない感情や態度を作り出す時の原因にあたるもの。

- 異熟因（いじゅくいん、梵: vipākahetu, 蔵: rnam-smin-gyi rgyu） - 諸々の善・悪といった、（煩悩に関連する）業のこと[40][注 15]。相互に時を隔てた異時点間の因果関係から、楽・苦などの果をもたらす。この果（異熟果）は、善でも悪でもない（「無記」である）ことから、異熟と呼ばれる[41][注 16]。

#### 四縁
因果関係の因について、上記の「六因」とは異なる分類のしかたをしたもの。
- 因縁（いんねん、梵: hetupratyaya、蔵: rgyu-rkyen） - 六因のうち、能作因を除く五因（倶有因・同類因・相応因・遍行因・異熟因）をまとめたもの。[43]

- 等無間縁（とうむけんねん、梵: samanantarapratyaya、蔵: de ma thag rkyen） - 先の瞬間において生起していた心およびそれと相伴う心作用（前念）が過去に過ぎ去り、直後の瞬間に別の心・心作用（後念）が未来から生起し継承する（心相続）という因果関係の因。因と果が必ずしも同類でないことから同類因と区別される[44]。前念と後念が無間（時間的な隔たりがない）であるときの前念をさして、等無間縁という[45] 。次第縁ともいう[46]。六因のなかでは能作因以外の五因のどれにもあたらないから、最も包括的な能作因に入れるほかはないが、能作因の示す弱い因果関係とは異なったものであるため、有力能作因と呼んで区別することもある[47]。

- 所縁縁（しょえんねん、梵: ālambanapratyaya、蔵: dmigs-rkyen） - 心・心作用の対象（所縁）[48]のことを所縁縁という。（説一切有部では対象のない心はありえないため）心・心作用は所縁がなければ生じないことから、因としては所縁縁となる（果としては、心・心作用そのものが増上果となる）。有力能作因に数えられる。[49]。縁縁ともいう[50] 。例えば「青」い物体は、それが「青」という特性を持っているという眼識を引き起こす。

- 増上縁（ぞうじょうえん、梵: adhipatipratyaya、蔵: bdag-rkyen）- 最も広義の縁で、ひろく能作因に相当する[51]。もの・心一般に広く通じる原因であって、結果を望むことができるような縁となるものを総称したもの[52]。他の物事が生ずることを助ける働きをする縁[53]。

#### 五果
- 増上果（ぞうじょうか、梵: adhipatiphala、蔵: dag po'i 'bras bu） - 六因のうち能作因に、四縁のうち増上縁・等無間縁・所縁縁に対応する果。増上は「力を及ぼすもの」の意[35]。

- 士用果（じゆうか、梵: puruṣakāraphala、蔵: skyes bu byed-pa'i 'bras-bu） - 六因のうち倶有因・相応因に対応する果（四縁のうち因縁の一部に対応）。因と果が時を同じくする関係になっている[38]。士用は「男子の動作」の意で、因の力の強いのをそう例えたもの[54]。

- 等流果（とうるか、梵: nisyandaphala、蔵: rgyu-mthun gyi 'bras-bu） - 六因のうち同類因・遍行因に対応する果（四縁のうち因縁の一部に対応）。等流果は多くの場合自らまた同類因となって次の等流果を生ぜしめ、そこに因果の連鎖が続く[38]。等流とは、因から「流れ出る」の意[55]。

- 異熟果（いじゅくか、梵: vipākaphala、蔵: rnam smin gyi 'bras-bu） - 六因のうち異熟因に対応する果（四縁のうち因縁の一部に対応）。異熟果は善でも悪でもない「無記」であり、異熟果自体が自ら異熟因となって再び異熟果を生じそこに因果の連鎖をなすことはない[38]。

- 離繫果（りけか、梵: visaṃyogaphala、蔵: bral 'bras） - 煩悩の止滅（すなわち涅槃）のこと。三世実有の立場では、煩悩はその作用（kāritra）を失うことによって過去の位相（avasthā）に落謝し、滅び去っていく[56][57]。涅槃は、煩悩の拘束から離れる・解放される（離繫）ことであり、正しい知恵の結果であることから果のひとつと位置づけられる[58]。有部によれば、離繫果の因は能作因であるが、世親はこれを批判している[59]。

## 影響

### ヨーロッパ
1820年代、ネパールにおいてブライアン・ホートン・ホジソンによって、ヤショーミトラの倶舎論註「スプタールター」の原文写本が発見された。これがパリに送られ、東洋学者ウジェーヌ・ビュルヌフの「インド仏教史序論」（1844年）の述作の一部となった。1917年に、チベット語訳倶舎論第1章本文が、ロシアのシチェルバツコイにより刊行された。その後、ロシアのO.ローゼンベルク、ベルギーのL.ド・ラ・ヴァレ・プサン、E.ラモート、フランスのS.レヴィ、オーストリアのE.フラウヴァルナー、H.V.ギュンターらによって研究されている。

### 中国
中国へは真諦三蔵（499年〜569年）によって初めて伝えられ（『阿毘達磨倶舍釋論』、567年に訳出）、その後、玄奘（602年〜664年）によって再度訳出される（『阿毘達磨倶舍論』、651年訳出）。『倶舎論』に対しては、神泰の『倶舎論疏』、玄奘門下の普光の『倶舎論記』、法宝の『倶舎論疏』などの注釈書が著されたが、神泰の『倶舎論疏』はほとんど散逸している。

### 日本
日本では、道昭が653年に唐に渡って玄奘に謁し、玄奘訳およびに神泰の『倶舎論疏』が日本に伝えられたことから、興福寺・元興寺を中心に研究が始まった。天平勝宝年間（749年〜757年）には倶舎宗が公式に制定され、南都六宗の一つに数えられた。858年、円珍によって、法宝の『倶舎論疏』や円暉の『倶舎論頌釈疏』が日本にもたらされ、比叡山・三井寺・東大寺で研究された。徳川中期以降、倶舎学の学僧として、真言宗の周海、法住、快道、海応、信海、旭雅、浄土宗の湛慧、普寂、浄土真宗の法幢、宝雲、法海、竜温、法宣などが現れた。

## 現代語訳
- 桜部建『倶舎論』（大蔵出版、2002年、本偈のみ）
- 桜部建『倶舎論の研究 界・根品』（法蔵館、1969年、新装版2011年）
- 山口益・舟橋一哉『倶舎論の原典解明 世間品』（法蔵館、1955年、新装版2012年）
- 舟橋一哉『倶舎論の原典解明　業品』（法蔵館、1987年、新装版2011年）
- 小谷信千代・本庄良文『倶舎論の原典研究 随眠品』（大蔵出版、2007年）
- 桜部建・小谷信千代『倶舎論の原典解明 賢聖品』（法藏館、1999年）
- 桜部建・小谷信千代・本庄良文『倶舎論の原典研究　智品・定品』（大蔵出版、2004年）
- Louis de La Vallé Poussin(1971). L'Abhidharmakośa de Vasubandhu, Institut belge des hates études chinoises, Bruxelles, 1971
- Lodrö Sangpo (2012). Abhidharmakosa-Bhasya of Vasubandhu: The Treasury of the Abhidharma and Its Commentary (4 vols). Motilal Banarsidass Publishers (Pvt. Limited). ISBN 978-8120836075.